# São Gonçalo dos Campos
São Gonçalo dos Campos este un oraș în statul Bahia (BA) din Brazilia.